# 医療産業における利益相反
医療産業における利益相反は、「患者の健康を守る、あるいは、患者の健康を増進する」という主要な目的が、何らかの二次的な目的と衝突することである。二次的な目的としては、特に医療における薬剤や医療機器を販売することによって医療サービス医療専門家への個人的な利益や、医療機関の収益を増やすことが挙げられる。医療産業複合体の公的セクターと私的セクターは、これらの組織特有の多様な利益相反を持っている。

## トレンド
医療産業の利益相反を記述するための経験的エビデンスが不足している。
商業的な利益は、癌研究の方向性や新しい治療実践の適用に影響を及ぼす。
企業の資金提供を受けた大学のプロジェクトは、資金提供をした企業に好ましい研究アウトカムを産出する傾向がある。
2017年にコクラン によって実施されたシステマティック・レビューは、「製薬企業や医療機器企業から資金提供を受けた研究は、それら以外の種類の団体から資金提供を受けた研究と比較して、資金提供をした製薬企業や医療機器企業にとって好ましい結果をより高い頻度で示す」と報告した。
臨床研究を商業として取り扱う傾向は、商業的結びつきの結果と考えられる一連の問題と同時期に生じてきた。
資金提供を行った団体は、論文の著者となる科学者を探し、それらの科学者の評判を研究の結果の信頼性を増すために利用する。
一般診療医も、潜在的な利益相反に直面している。例として、2010年のPhysician Payments Sunshine Actは、製造業者と医師の経済的関係、製造業者と教育病院の経済的関係を報告し、Open Payments Program websiteを通じて一般公開することを義務付けた。
Open Payments databaseを用いて調べたところ、2013年8月1日から2016年12月31日の期間において、引用回数が多い医学雑誌の米国に基盤を持つ医師編集者の64%が、企業に関連した資金(製薬企業と製薬機器企業からの資金)を受け取っていた。
医学雑誌は、公表すべき要件が多様であり、それらの要件に従うことができなかった人々に対する罰則はほとんどない。
医療産業複合体とは、医師と医療産業の間にある利益相反を示す概念である。 
医療機器企業に投資をする医師は、特定の医療機器や特定の治療に偏っており、「患者にとって何が最善であるか」と「医師にとって最善の経済的利益」の間で利益相反が生じる。継続的医療教育(CME)に関する利益相反もある。例として、医師が専門医認定コースにおいて、患者に影響を及ぼす特定の医療機器の使い方を学ぶ状況が挙げられる。

## 追加資料
- Rodwin, Marc A. (2011). Conflicts of Interest and the Future of Medicine: The United States, France, and Japan. Oxford University Press. ISBN 9780199792504 2015年5月14日閲覧。
- Conflict of Interest in Medical Research, Education, and Practice. National Academies Press. (2009-09-16). ISBN 9780309145442

Template:Conflict of interest